# Ledeniški srenec
Ledeniški srenec ali firn (nemško firn - "lanski sneg") je delno stisnjen névé, vrsta snega, ki je ostal iz preteklih sezon in je bil prekristaliziran v gostejšo snov. To je led, nekakšna vmesna faza med snegom in ledeniškim ledom. Firn ima videz mokrega sladkorja, vendar je trd, zaradi česar je zelo odporen na kidanje. Njegova gostota je v območju od 0,4 g / cm³ do 0,83 g / cm³  in ga lahko pogosto najdemo pod snegom, ki se akumulira na čelu ledenika.
Snežinke so stisnjene pod težo krovnega snega. Posamezni kristali blizu tališča so poltekoči in spolzki, kar jim omogoča, da drsijo vzdolž drugih kristalnih ravnin ter zapolnijo prostor med njimi ter povečajo gostoto ledu. Kjer se kristali dotaknejo, se vežejo skupaj, iztiskajo zrak med njimi na površino ali v mehurčke.
V poletnih mesecih lahko pride do kristalne preobrazbe hitreje zaradi pronicanja vode med kristali. Do konca poletja je rezultat ledeniški srenec ali firn.
Minimalna višina da se firn nabira na ledeniku se imenuje firn limit, firn line ali snežna meja.